# وايت واتسون
وايت واتسون (10 أبريل 1760 - 8 أغسطس 1835) هو جيولوجي إنجليزي ونحات وحجّار وعامل في الرخام وتاجر معادن. على غرار العديد من الأشخاص المتعلمين في عصره، كان ماهرًا في عدد من المجالات الفنية والعلمية، وأصبح كاتبًا وشاعرًا وصحفيًا ومعلمًا وعالمًا نباتيًا وبستانيًا وعالمًا جيولوجيًا وعالم معادن. احتفظ بالعديد من المذكرات وكتب رسم لملاحظاته حول الجيولوجيا والحفريات والمعادن والنباتات والحيوانات، ونشر القليل من الأبحاث والأدلة الجيولوجية التي كان لها أثر كبير. اشتهر محليًا بكونه فنانًا معروفًا بصوره الظلية، التي رسمها على الورق أو على شكل حشوات رخامية.

## حياته 1800-1760
ولد واتسون في وايتلي وود هول، وايتلي وودز، بالقرب من شيفيلد، في 10 أبريل 1760. والده صموئيل واتسون، صاحب شركة مصنّعة لأحجار الرحى في باسلو، ديربيشاير، ووالدته مارثا وايت. عمل جدّا واتسون الأكبر، صموئيل واتسون، وصموئيل واتسون كذلك، نحاتين مشاركين في إعادة بناء منزل تشاتسوورث بين عامي 1687 و 1706. استمرارًا للتقاليد العائلية، في السنوات اللاحقة، عمل وايت واتسون في منزل تشاتسوورث كذلك.
عندما كان طفلًا، أصبح واتسون مهتمًا بالمعادن والحفريات، وبدأ مجموعته الخاصة بالإضافة إلى طرح عينات للبيع في متجر عمه. عمل عمه، هنري واتسون، نحاتًا للرخام في باكويل وآشفورد إن ذا ووتر في أوائل خمسينيات القرن الثامن عشر، وأنشأ مصنع رخام في آشفورد إن ذا ووتر. كان هنري واتسون مسؤولًا إلى حد كبير عن تأسيس التجارة في فلوريت بلو جون المحلي وآشفورد بلاك ماربل، ووفر الأرضيات الرخامية الرائعة بالأبيض والأسود للقاعة الكبرى في تشاتسوورث هاوس في عام 1779. بعد إنهاء دراسته في مدرسة شيفيلد في سن 14، ذهب وايت واتسون للعيش مع عمه، وتدرب معه في 31 مايو 1774. وفقًا لدليله الخاص، المحفوظ الآن في مكتبة شيفيلد، بدأ رسميًا مجموعته من الحفريات والرخام في العام ذاته. بحلول عام 1782، أعلن عن تجارته بصفته نحاتًا، وساعد عمه في إدارة الأعمال.
ربما استلهم عمله من الرسوم التوضيحية لعالم الجيولوجيا جون وايتهيرست لعام 1782 لأقسام تكوين منطقة ماتلوك بدربيشير، حيث قدم واتسون في عام 1785 لوايتهيرست لوحًا تخطيطيًا لقسم من جبل في دربيشير، مصنوعًا من عينات من الصخور نفسها. لم تُظهر هذه الطريقة المبتكرة للعرض فهمًا مبكرًا للعلم الجديد للتكوينات الجيولوجية فقط، بل شكلت كذلك أول محاولة لتوثيق هيكل التكوين الطبقي لدربيشير ككل بدلًا من هيكل الأماكن المحددة كما كان وايتهيرست يفعل. أنتج واتسون نحو 100 لوحًا من هذا النوع، مصحوبة بنشرات توضيحية، وتحتوي وثائقه على رسومات لعدد أكبر بكثير.